# Annapurna (bogini)

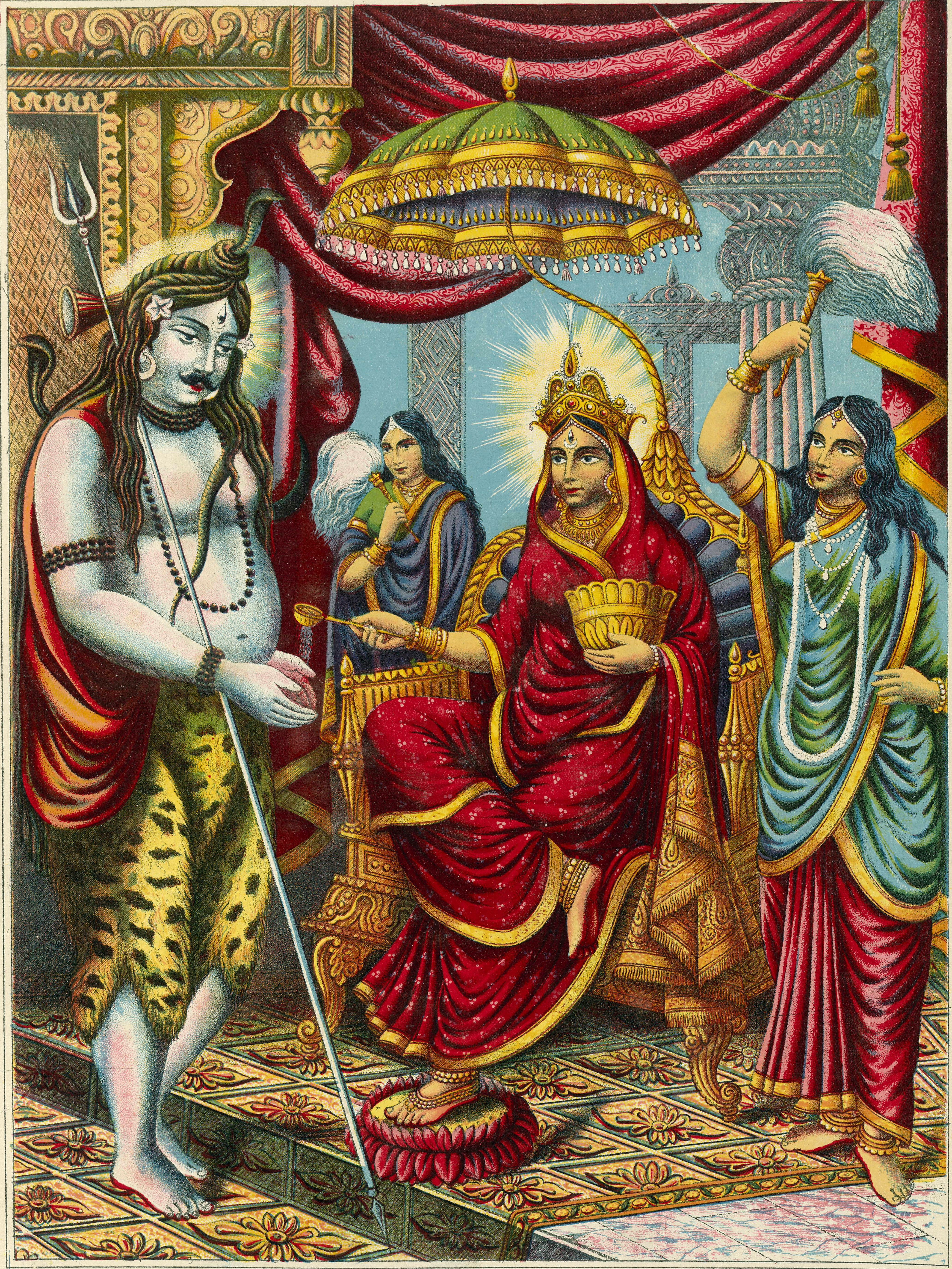
Annapurna ofiarująca pożywienie Śiwie jako wędrownemu ascecie sadhu

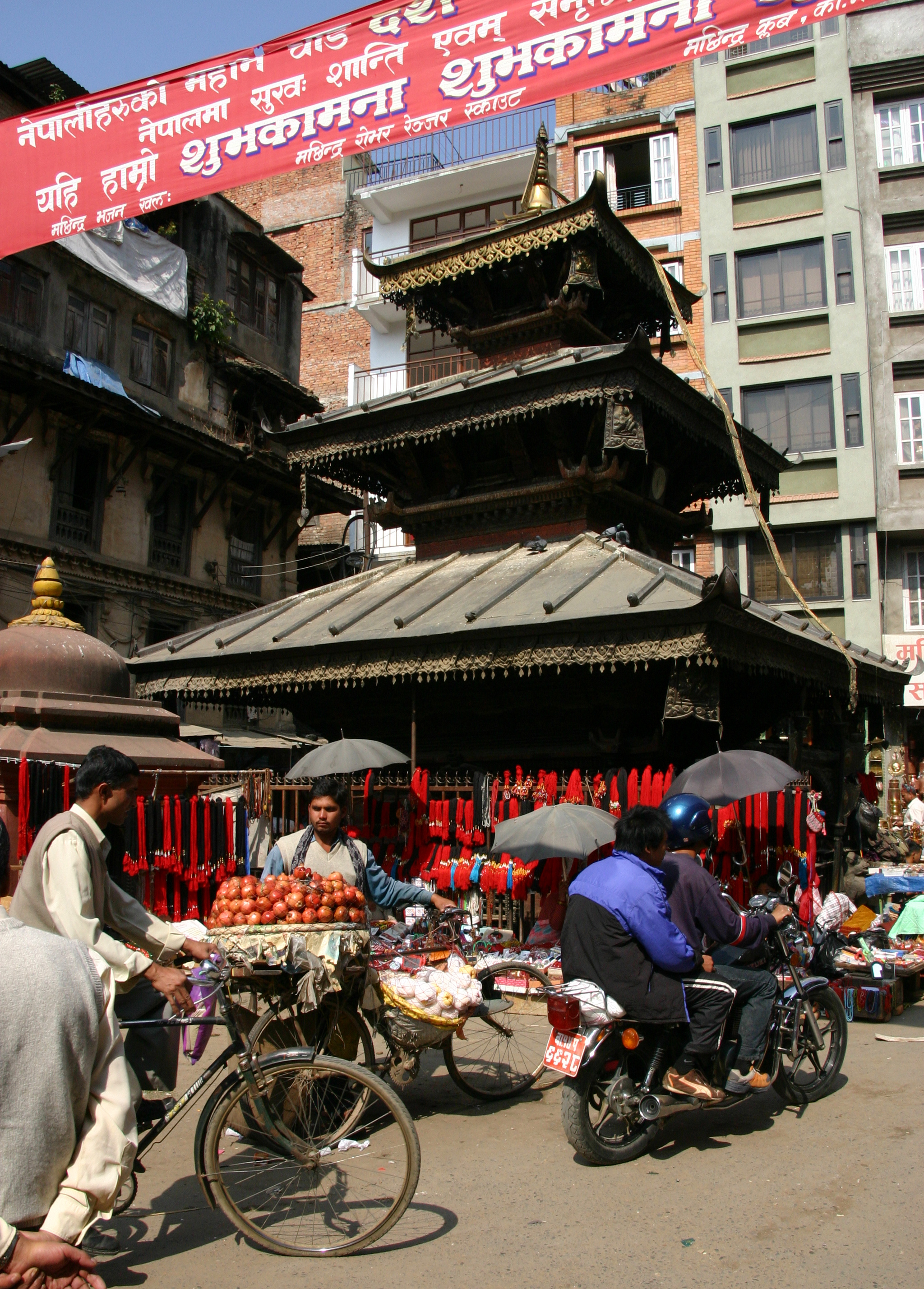
Świątynia Annapurna w Katmandu

Annapurna – hinduistyczna bogini, jedna z form (emanacji,wcieleń) Parwati lub Durgi. 

## Recepcja w literaturze hinduistycznej
Ważniejsze dzieła sławiące boginię Annapurnę to
- Annapurna Sahasranam
- Annapurna Shatanama Stotram
- Sri Annapurna Ashtakam
- Annapurna Vrat Katha

## Świątynie
Świątynie poświęcone tej bogini znajdują się między innymi w :
- Waranasi
- Watrap - niedaleko Saduragiri
- Hornadu, dystrykt Chickmagalur, Karnataka, (Annapoorneshwari Temple)
- Kathmandu